# Let's Dance (Five)
"Let's Dance" è il primo singolo ad essere estratto da Kingsize, terzo album della boy band britannica 5ive, pubblicato nel 2001.
"Let's Dance" è stata scritta da Richard Stannard, Julian Gallagher, Ash Howes, Martin Harrington, Richard Breen, Jason 'J' Brown e Sean Conlon. Il singolo è stato coprodotto da Stannard e Rowe.
Il video prodotto da "Let's Dance" è stato girato da Max & Dania, ed è l'ultimo effettivamente girato dai 5ive, dato che i due video successivi sono stati girati dopo lo scioglimento del gruppo.

## Tracce
CD Single
1. Let's Dance'  3:37
2. Sometimes   3:51

CD-Maxi
1. Let's Dance		3:37
2. Sometimes		3:51
3. Let's Dance (The Kinkyboy Mix)		6:30
4. Millennium Megamix		5:12

## Classifiche
| Classifiche (2001) | Posizione massima |
| ------------------ | ----------------- |
| Svizzera           | 77                |
| Austria            | 64                |
| Paesi Bassi        | 21                |
| Belgio             | 8                 |
| Svezia             | 20                |
| Italia             | 15                |
| Australia          | 3                 |
| Nuova Zelanda      | 11                |
| Regno Unito        | 1                 |
| Argentina          | 1                 |